# Puma Punku

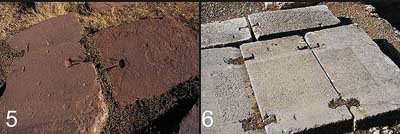
Demostración de la técnica de construcción empleada en el Puma Punku.

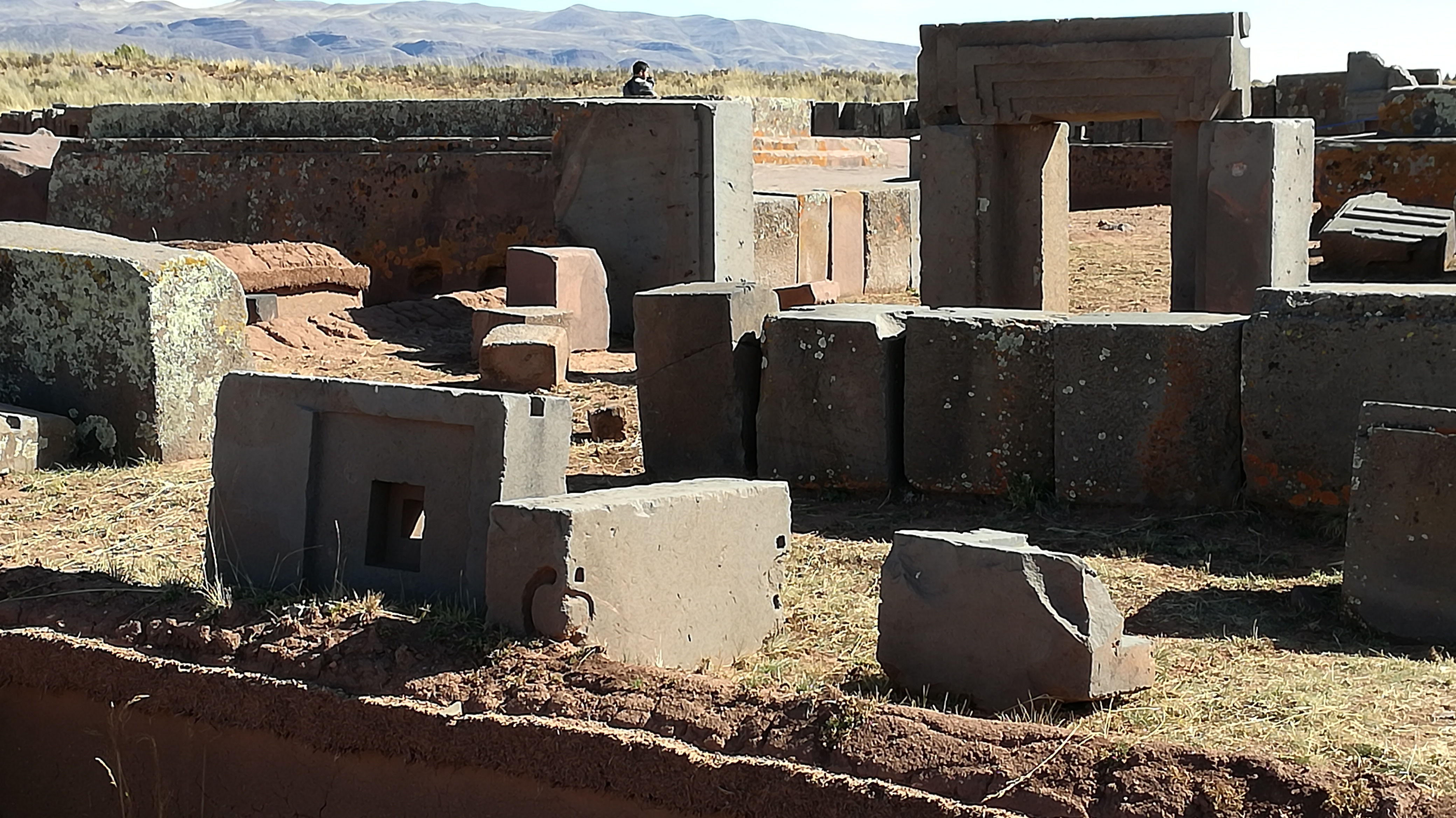
Piedras talladas con líneas rectas. Se desconoce un patrón para ensamblarlas tal como estaban.

Puma Punku, también llamado Pumapunku o Puma Puncu, es parte del complejo monumental de Tiahuanaco en Bolivia, cercano al poblado de Tiahuanaco de la provincia de Ingavi en el departamento de La Paz. Se encuentra al suroeste del Templo de Kalasasaya. En aymara, su nombre significa, "La Puerta del Puma". El complejo consta del Puma Punku, una corte al occidente sin muros, una explanada central, un montículo de terrazas de piedras megalíticas, y un corte amurallado al occidente.

## Características
El Puma Punku es un montículo de tierra en terrazas que se enfrentan con bloques megalíticos. Mide 167,36 m de ancho a lo largo de su eje norte-sur y 116,7 m de largo a lo largo de su eje este-oeste. En las esquinas noreste y sureste de la Puma Punku tiene 20-metros de ancho que se extienden proyecciones 27,6 metros al norte y al sur del montículo rectangular. El borde oriental del Puma Punku está ocupado por lo que se denomina "Plataforma lítica." La Plataforma lítica consiste en una terraza de piedra que es de 6,75 por 38,72 metros de dimensión. Esta terraza está llena de múltiples bloques de piedras enormes; contienen el mayor bloque de piedra encontradas, tanto en Puma Punku como en el sitio de Tiwanaku. Esta lápida es 7,81 metros de largo, 5,17 metros de ancho y 1,07 metros de espesor promedio. Con base en la gravedad específica de la arenisca roja de la que fue tallada, esta losa de piedra se ha estimado que pesa 131 toneladas métricas. El núcleo del Puma Punku consiste de arcilla. El relleno subyacente de partes seleccionadas de la orilla del Puma Punku se compone de arena de río y adoquines en lugar de barro. Las excavaciones en el Puma Punku han documentado "tres épocas principales de construcción, además de pequeñas reparaciones y remodelaciones".

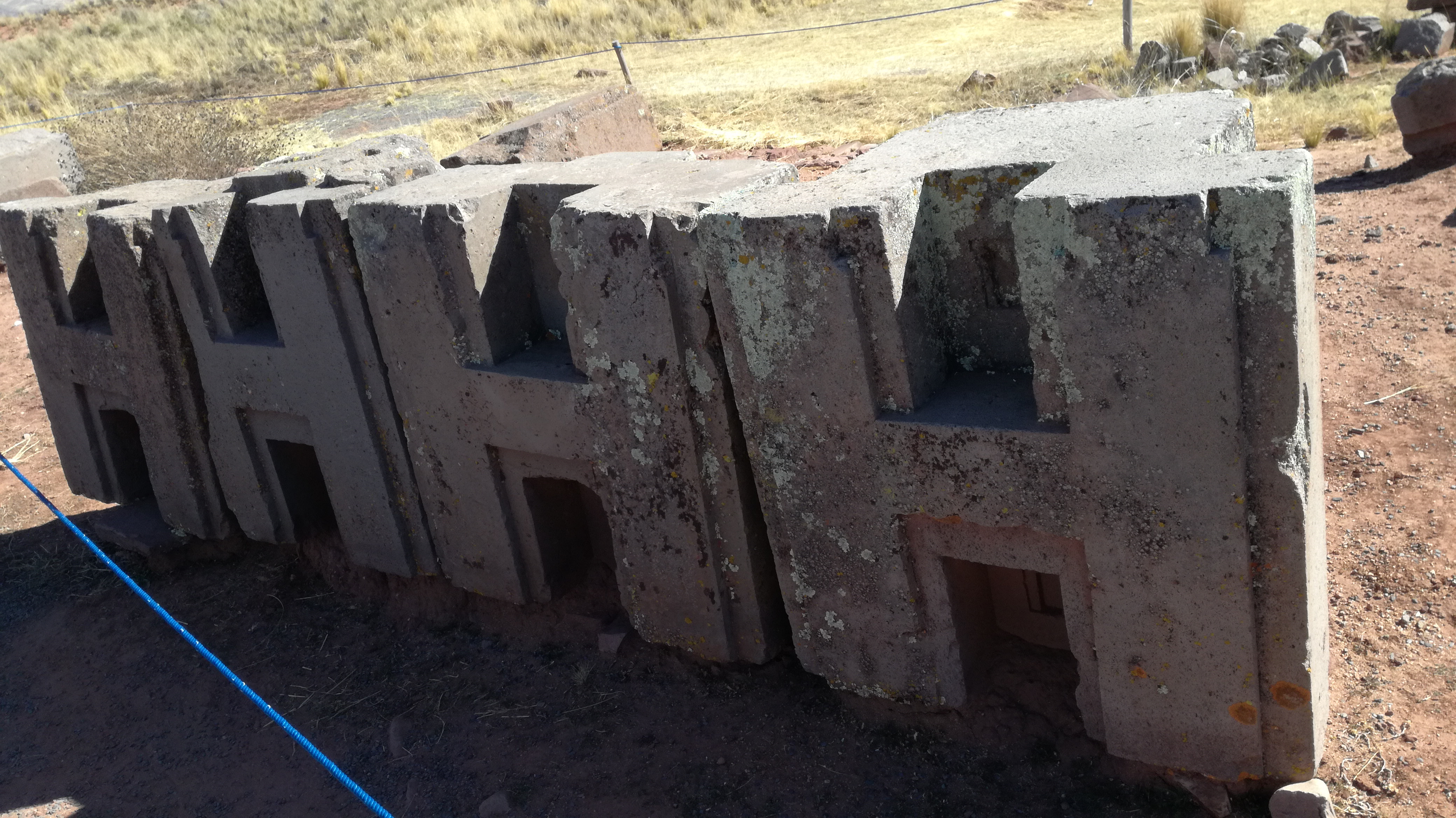
Piedras en forma de H. En los cubículos internos una brújula se desorienta.

En su apogeo, Puma Punku se cree que fue "increíblemente maravilloso", adornado con placas de metal pulido, de cerámica de colores brillantes y ornamentación de tela, ciudadanos vestidos elaboradamente, y sacerdotes y élites con cubierta de joyas exóticas. Nuestra comprensión de este complejo es limitado debido a su edad, la falta de una prueba escrita, el deteriorado estado actual de las estructuras debido a los cazadores de tesoros, el saqueo, explotación minera de piedra para la construcción y el desgaste natural.
El área que separa el Puma Punku y complejos de Kalasasaya ha sido objeto de reconocimiento con radar de penetración de suelo, magnetometría, inducida por la conductividad eléctrica y susceptibilidad magnética. Los datos geofísicos obtenidos mediante estos estudios y excavaciones han puesto de manifiesto en la zona comprendida entre la Puma Punku y complejos de Kalasasaya la presencia de numerosas estructuras artificiales. Estas estructuras incluyen los cimientos de los muros de los edificios y sus compuestos, conductos de agua, como piscinas o pozos funcionales, revestimientos, terrazas, complejos residenciales, y las difundidas aceras de grava todos los cuales ahora se encuentran enterrados y ocultos bajo la superficie.

## Edad
La determinación de la edad del complejo Puma Punku ha sido un foco de discusión por los investigadores desde el descubrimiento del sitio de Tiwanaku. De acuerdo con el especialista  de las culturas andinas, profesor de Antropología de la Universidad de Binghamton W.H. Isbell, una datación de radiocarbono obtenida por Alexei Vranich de las capas de materiales orgánicos depositadas durante la época más antigua y a mayor profundidad en Puma Punku surgió una fecha estimada de 1510 ± 25 BP (440 AD; calibrado a 536-600 AD). La excavación de zanjas hecha por Vranich demostró que la arcilla, la arena y la grava usada en los cimientos del complejo Puma Punku descansan directamente en los sedimentos estériles del pleistoceno. Estas zanjas también demostraron la no existencia de depósitos de alguna cultura preandina del Horizonte Medio dentro del área adyacente al complejo de Tiwanaku Pumapunku.

## Ingeniería

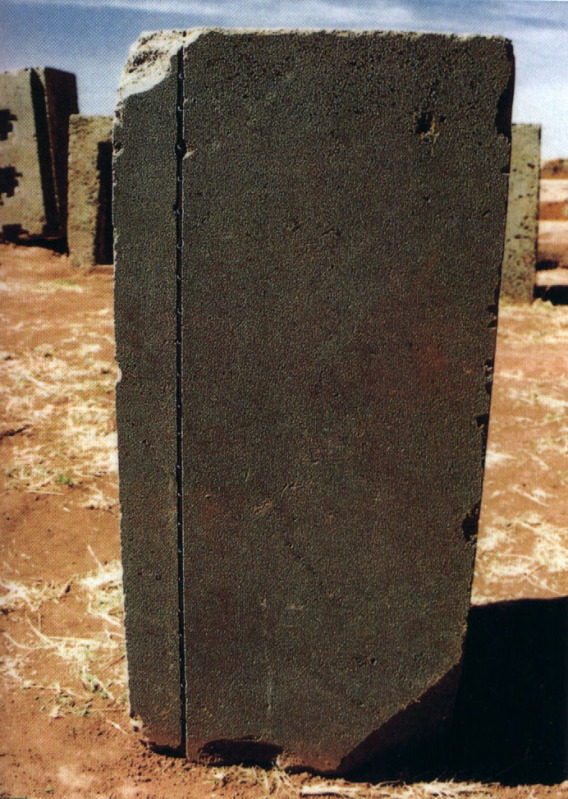
Detalle de una piedra con una línea recta cortada con precisión y orificios trabajados a lo largo de la línea.

El bloque de piedra más grande de Puma Punku mide 7,81 metros de largo, 5,17 metros de ancho, tiene un grosor promedio de 1,07 metros y se estima que pesa aproximadamente 131 toneladas. El segundo bloque de piedra más grande encontrado dentro del complejo mide 7,90 metros de largo, 2,50 metros de ancho y tiene un grosor promedio de 1,86 metros. Su peso se estima en 85,21 toneladas. Ambos bloques de piedra forman parte de la Plataforma Lítica y están hechos de arenisca roja. Basándose en análisis petrográficos y químicos detallados de muestras de piedras individuales y de canteras conocidas, los arqueólogos concluyeron que estos y otros bloques de arenisca roja fueron transportados por una pendiente pronunciada desde una cantera cerca del lago Titicaca, aproximadamente a 10 kilómetros de distancia. Los bloques más pequeños de andesita, utilizados para revestimientos y tallados, provienen de canteras ubicadas en la península de Copacabana, a unos 90 km de distancia y al otro lado del lago Titicaca, desde Puma Punku y el resto del sitio de Tiahuanaco.
Los arqueólogos debaten si el transporte de estas piedras fue realizado por la gran fuerza laboral del antiguo Tiahuanaco. Varias teorías contradictorias intentan imaginar las formas en que esta fuerza laboral transportó las piedras, aunque dichas teorías siguen siendo especulativas. Dos propuestas comunes incluyen el uso de cuerdas de piel de llama y el empleo de rampas y planos inclinados.
Al ensamblar las paredes de Puma Punku, cada piedra encajaba con las piedras circundantes. Los bloques se unían como un rompecabezas, formando juntas que soportaban cargas. Jean-Pierre Protzen y Stella Nair identificaron una capa delgada de material blanquecino de entre 1 y 1,5 milímetros de grosor que cubría algunas de las piedras como una posible capa de mortero. Una técnica de ingeniería común consiste en cortar la parte superior de la piedra inferior en un cierto ángulo y colocar otra piedra encima, también cortada con el mismo ángulo. La precisión con la que estos ángulos crean juntas perfectamente alineadas es indicativa de un conocimiento sofisticado del corte de piedra y de una comprensión profunda de la geometría descriptiva. Gran parte de la mampostería se caracteriza por bloques rectilíneos cortados con tanta precisión y uniformidad que pueden intercambiarse entre sí sin perder la alineación de la superficie ni la uniformidad de las juntas. Aunque son similares, los bloques no tienen las mismas dimensiones. Los cortes precisos sugieren la posibilidad de prefabricación y producción en masa. Algunas de las piedras se encuentran en un estado inacabado, lo que revela algunas de las técnicas utilizadas para darles forma. Los historiadores de la arquitectura Jean-Pierre Protzen y Stella Nair, quienes llevaron a cabo el primer estudio de campo profesional sobre las piedras de Tiahuanaco/Pumapunku, concluyen:

[…] para obtener los acabados lisos, las caras perfectamente planas y los ángulos rectos interiores y exteriores exactos en las piedras finamente trabajadas, recurrieron a técnicas desconocidas tanto para los incas como para nosotros en la actualidad. […] Los ángulos interiores precisos de 90° observados en varios motivos decorativos probablemente no fueron hechos con martillos de piedra. Por más fina que sea la punta de un martillo de piedra, nunca podría producir los ángulos rectos interiores definidos que se ven en la obra de piedra de Tiahuanaco. Los cortes comparables en la mampostería inca presentan ángulos interiores redondeados, típicos de la técnica de percusión […]. Las herramientas de construcción utilizadas por los tiahuanacotas, con la posible excepción de los martillos de piedra, siguen siendo en gran medida desconocidas y aún deben ser descubiertas.

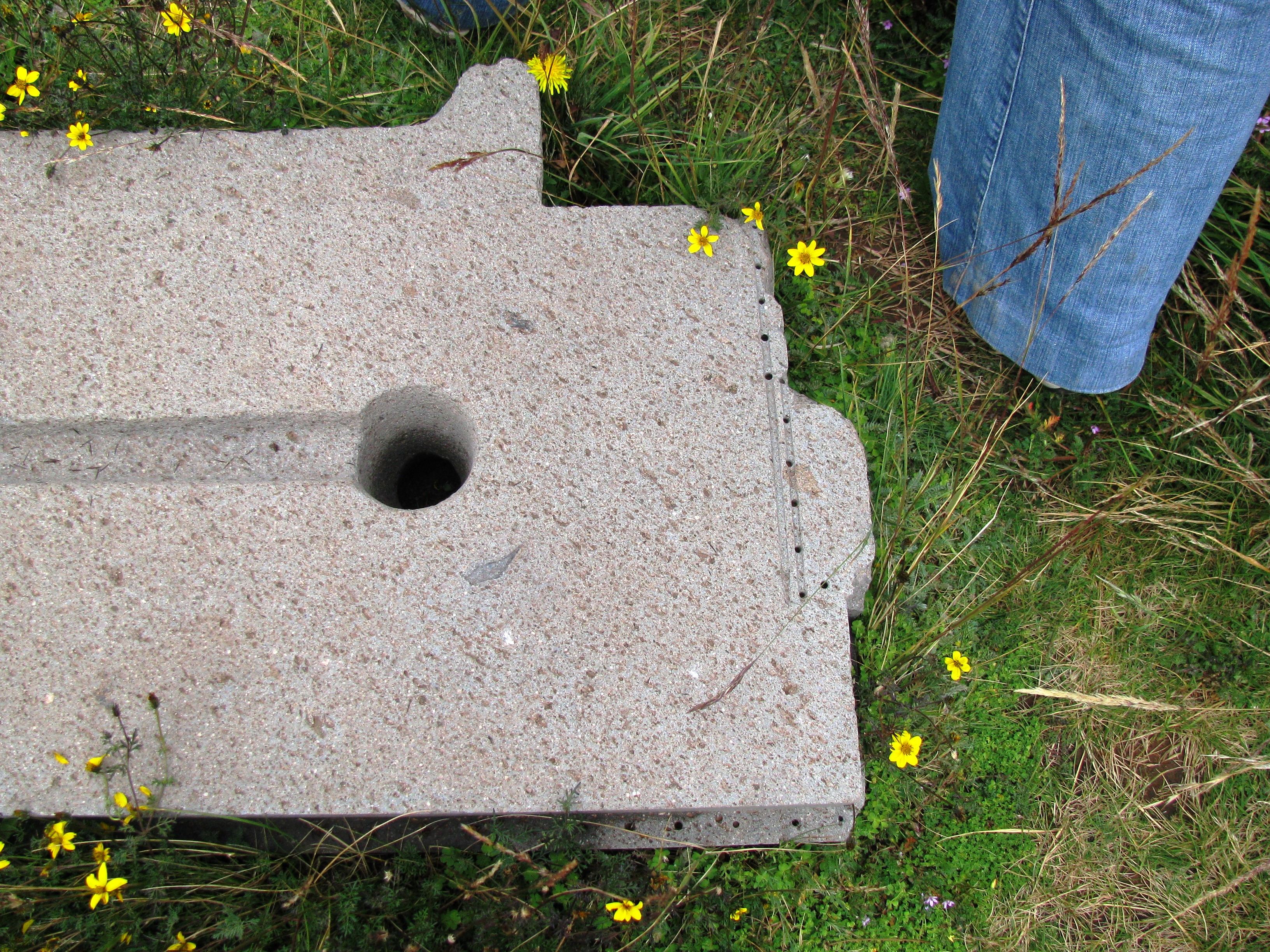
Un ejemplo de orificios pequeños de alta precisión.

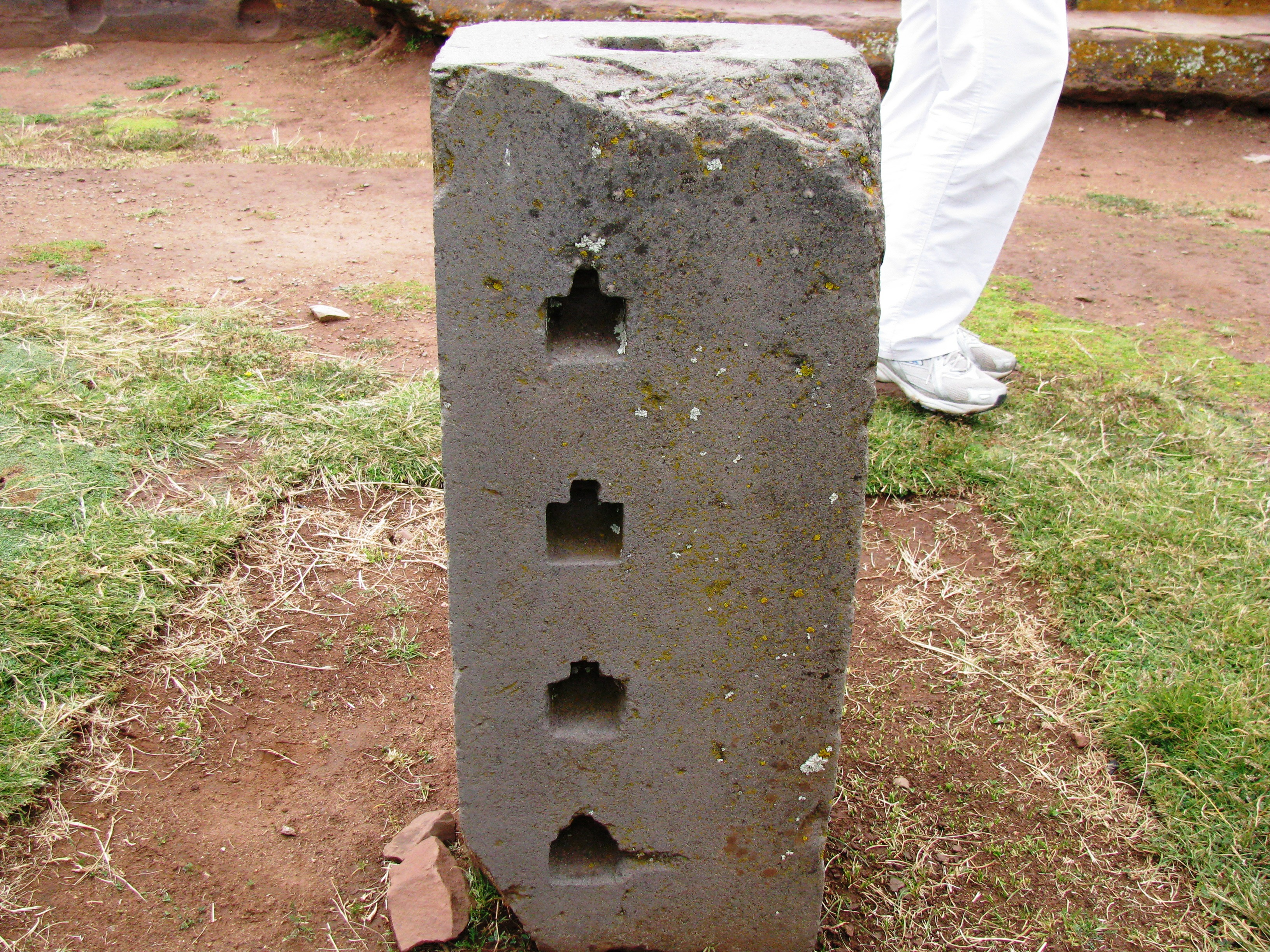
Bloque de andesita inacabado (al revés) con orificios ciegos. En los bloques terminados, cada orificio ciego alberga una pequeña cavidad en forma de T, lo que demuestra que los bloques estaban destinados a unirse con otros.

Según Protzen y Nair, no se han excavado herramientas utilizadas en la construcción de Tiahuanaco, o si se han encontrado, no han sido identificadas como herramientas. Según la historiadora del arte Jessica Joyce Christie, los experimentos de Jean-Pierre Protzen y Stella Nair demostraron que los artesanos de Tiahuanaco podrían haber poseído herramientas adicionales, además de los martillos de piedra, que facilitaron la creación de cortes y formas geométricas exactas, de las cuales la arqueología no tiene registro.
Nair posteriormente experimentó replicando una pequeña sección de un tallado utilizando una variedad de posibles herramientas de piedra, incluyendo hojas, lascas y cinceles delgados hechos de piedras como sílex, ágata, jaspe, obsidiana, obsidiana hidratada, grauvaca, cuarcita y hematita. (Las herramientas de bronce resultaron ser en gran medida ineficaces contra la dura andesita). Logró tallar un diseño en forma de media cruz de aproximadamente veinte centímetros de ancho, alcanzando la misma alta precisión observada en los tallados de Pumapunku. Un elemento que no pudo replicar con exactitud fue la superficie plana del interior del tallado, y los investigadores quedaron sorprendidos por la abundancia de estas superficies en los tallados de Tiahuanaco. El proceso tomó 40 horas, aunque parte de este tiempo se empleó en prueba y error; los investigadores estimaron que una persona con experiencia tardaría alrededor de 25 horas.
Los ingenieros de Tiahuanaco también desarrollaron una infraestructura cívica en este complejo, construyendo sistemas de riego funcionales, mecanismos hidráulicos y canales de alcantarillado a prueba de filtraciones.

## Arquitectura

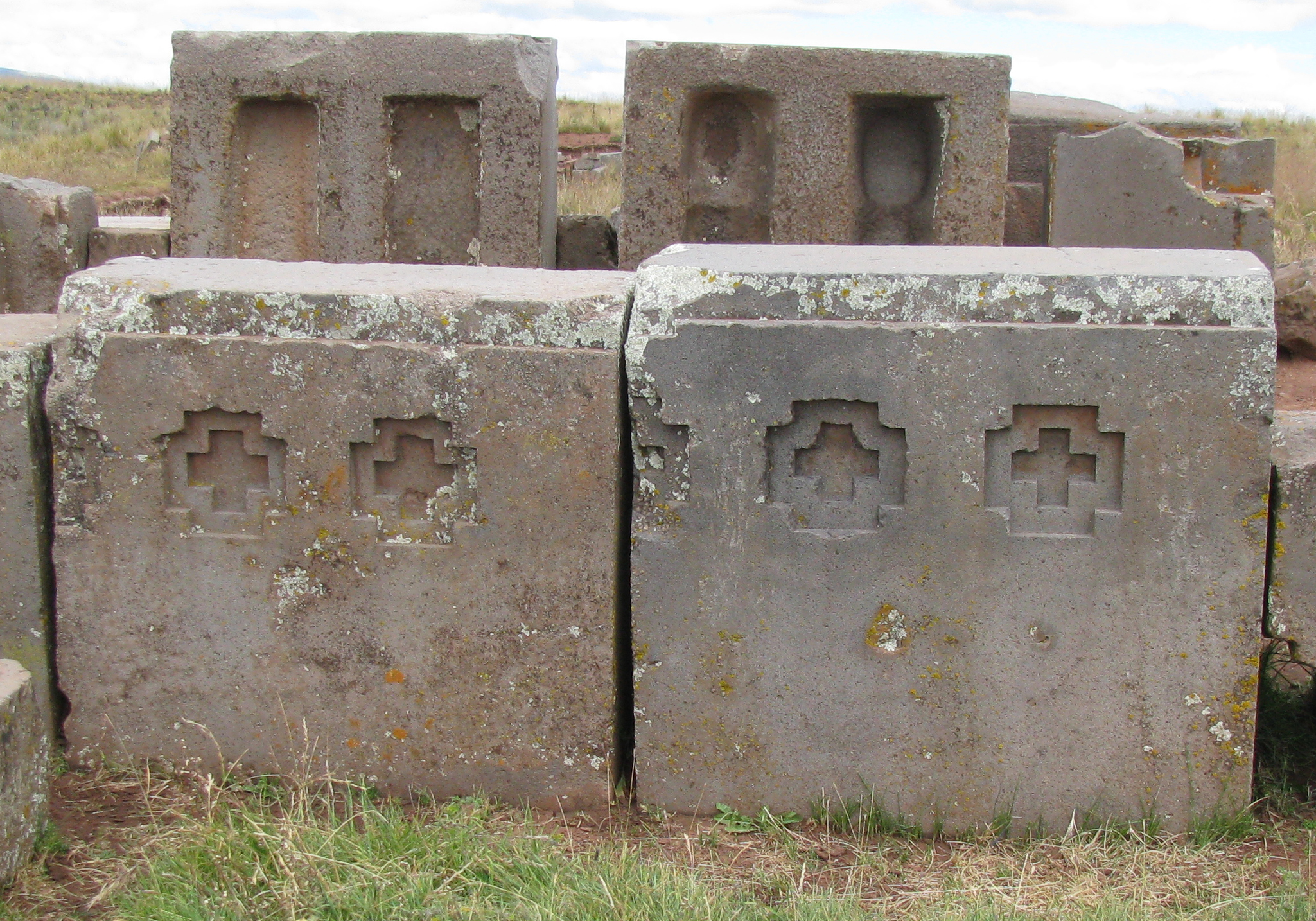
Demostración de la técnica de ensamblaje de bloques de construcción.

Puma Punku era una gran plataforma de tierra en forma de montículo, con tres niveles de muros de contención de piedra. Su disposición no es de planta cuadrada, sino en forma de T. Para soportar el peso de estas estructuras masivas, los arquitectos de Tiahuanaco fueron meticulosos en la creación de los cimientos, a menudo ajustando las piedras directamente a la roca madre o excavando trincheras precisas que llenaban cuidadosamente con capas de piedras sedimentarias para sostener los grandes bloques de piedra. Ingenieros modernos argumentan que la base de Puma Punku fue construida utilizando una técnica llamada estratificación y depósito. Al alternar capas de arena en el interior con capas de material compuesto en el exterior, los rellenos se superponen en las uniones, graduando los puntos de contacto para crear una base resistente.

## Uso de grapas
Entre las características notables de Puma Punku se encuentran las grapas arquitectónicas en forma de I, compuestas por una aleación única de bronce con cobre, arsénico y níquel. Estas grapas en forma de I también se utilizaron en una sección de canal encontrada en la base de la plataforma escalonada Akapana en Tiahuanaco. Estas grapas mantienen unidos los bloques que conforman las paredes y el fondo de los canales revestidos de piedra para drenar los patios hundidos. En el canal sur de Puma Punku, las grapas en forma de I fueron fundidas directamente en su lugar. En marcado contraste, las grapas utilizadas en el canal de Akapana fueron elaboradas mediante el martillado en frío de lingotes de bronce con cobre, arsénico y níquel. La singular aleación de bronce con cobre, arsénico y níquel también se encuentra en artefactos metálicos dentro de la región entre Tiahuanaco y San Pedro de Atacama durante el Horizonte Medio tardío, aproximadamente entre los años 600 y 900. En Perú, las cavidades en forma de T también se pueden encontrar en el Coricancha y en Ollantaytambo. La técnica de grapas también se puede encontrar en edificaciones del Antiguo Egipto (por ejemplo, en el templo de Jnum) y de la Antigua Grecia (por ejemplo, en el Erecteón). Según Stübel y Uhle, las cavidades para grapas de Olimpia y del Erecteion en Atenas tienen la misma forma que las de Tiahuanaco. Ellos la describen como una "sorprendente coincidencia en la elección de los medios técnicos", lo que atribuyen a "patrones similares en la forma de pensar humana".

## Portales

### Portales de tamaño completo
Al menos cinco portales (y varios portales en miniatura ciegos) estuvieron una vez, o estaban destinados a estar, integrados en el complejo monumental de Puma Punku. La plataforma de cimentación de Puma Punku soportaba hasta ocho portales de andesita. Se encontraron fragmentos de cinco portales de andesita con características similares a la Puerta del Sol.

### Portales en miniatura

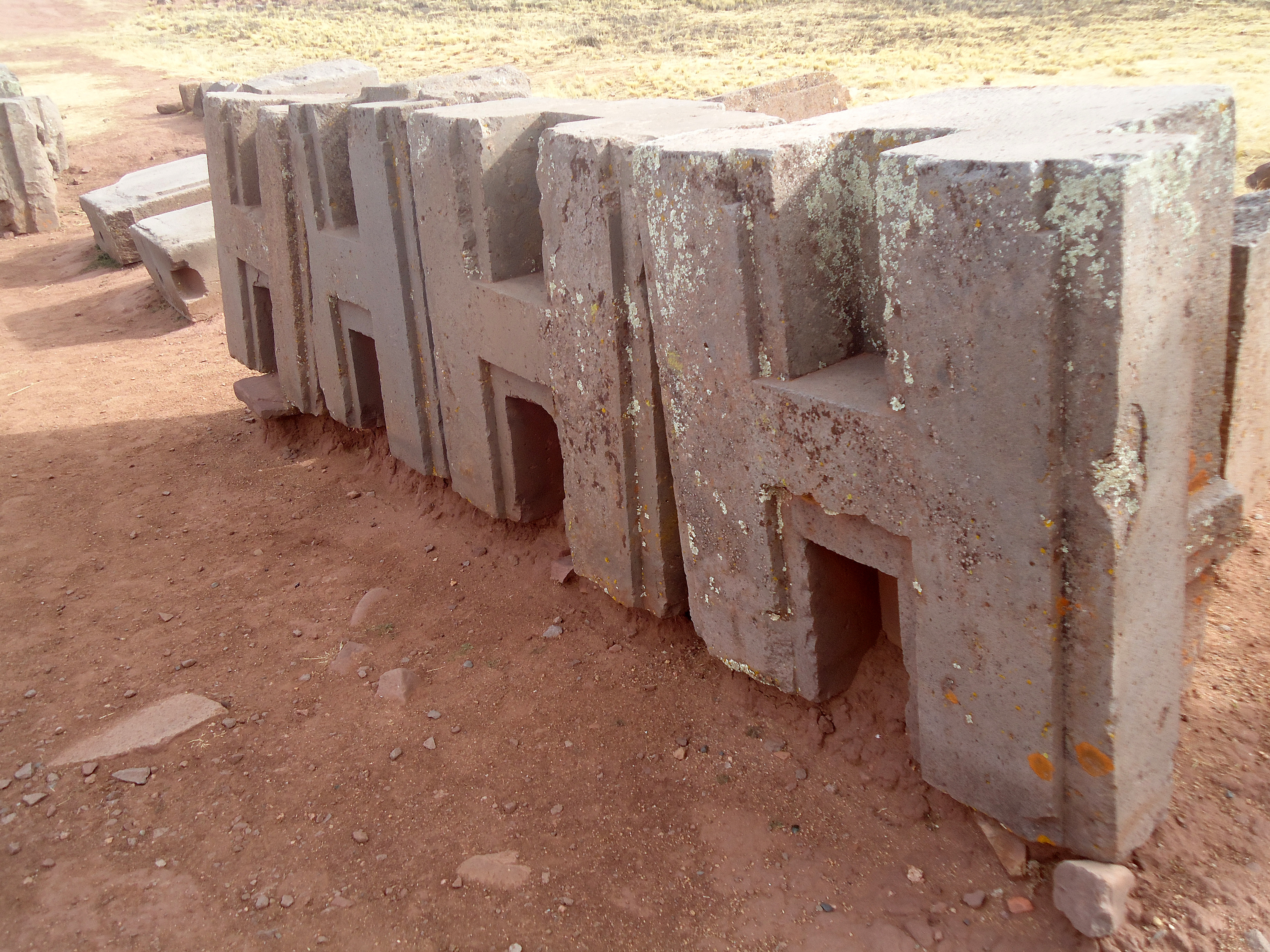
Algunos de los llamados "bloques en H" estaban interconectados (o destinados a interconectarse) con otros bloques de andesita, formando portales en miniatura ciegos.

También existen portales en miniatura en Puma Punku que son réplicas perfectas de los portales monumentales de tamaño completo que alguna vez estuvieron en pie. Al reducir la arquitectura monumental de tamaño completo a arquitectura en miniatura, los tiahuanacotas aplicaron una fórmula específica. También existen réplicas de estructuras monumentales más grandes. Por ejemplo, se ha demostrado que el muy admirado bloque tallado conocido como el "Escritorio del Inca" es un modelo preciso a escala reducida de una arquitectura de tamaño real. Algunas de estas "piedras modelo", como la denominada "pequeño Puma Punku", no son piedras aisladas, sino que parecen encajar en el contexto de otras piedras y fragmentos de piedra. Según Protzen y Nair, el hecho de que muchas de estas "piedras modelo" fueran ejecutadas en múltiples ejemplares indica una producción en masa.

## Esculturas

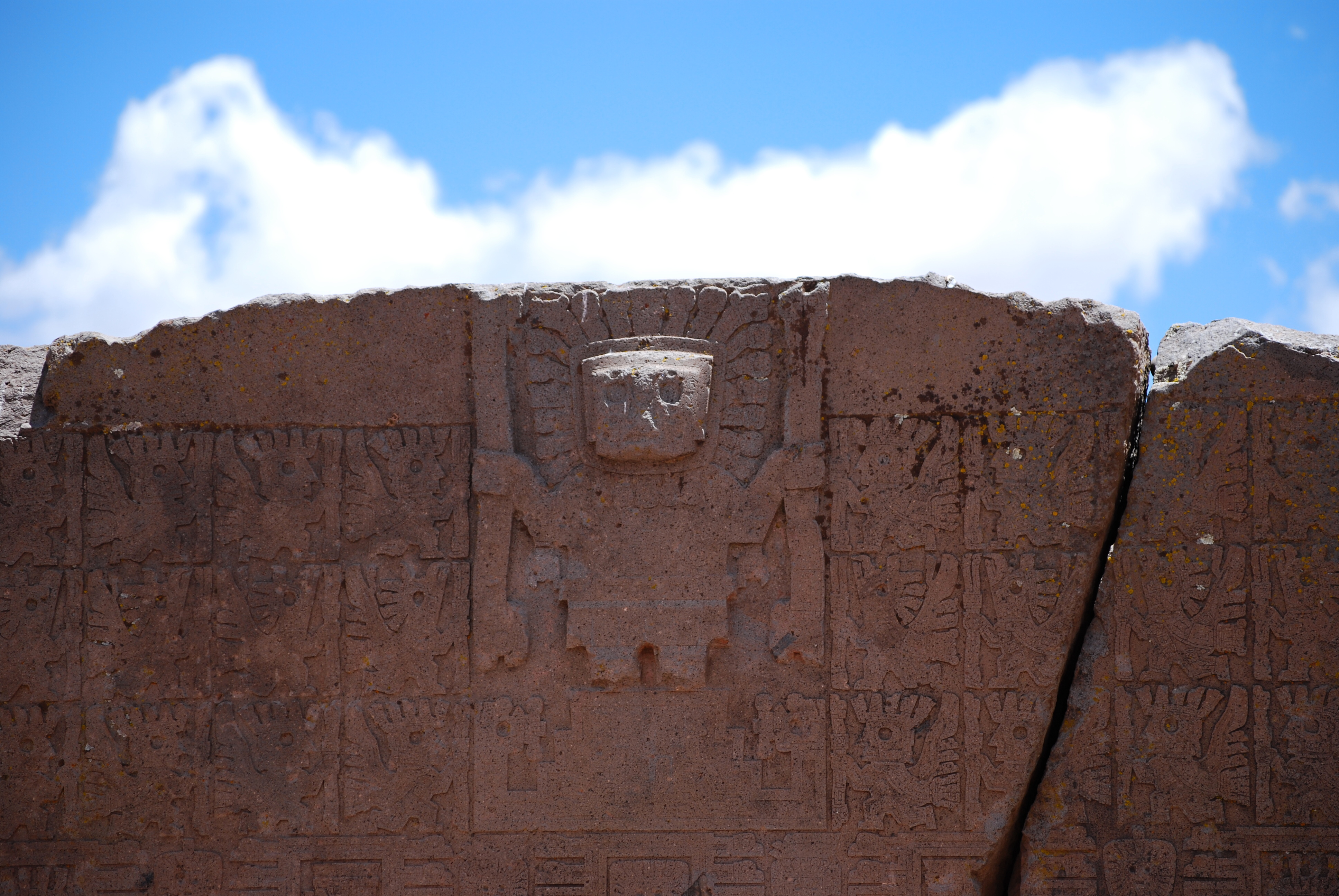
La figura frontal de la Puerta del Sol; la mayoría de los expertos creen que la Puerta del Sol alguna vez estuvo integrada en la estructura monumental de Puma Punku.

Hay al menos dos monolitos asociados con la plataforma en montículo de Puma Punku. Uno de estos monolitos es el monolito de Puma Punku (o estela de Puma Punku). Fue descubierto al oeste del conjunto de Puma Punku y documentado por primera vez en fotografías en 1876. Existe evidencia de que, al igual que en el caso de Akapana, esculturas conocidas como Chachapumas custodiaban la entrada a Puma Punku. Las Chachapumas solían colocarse sobre pedestales de andesita a ambos lados de la entrada. Estas esculturas presentan rasgos temibles de animales depredadores; se encuentran en posición agazapada o arrodillada, sujetando una cabeza humana en una mano y un hacha en la otra. Algunos autores creen que las Chachapumas exigían un "sacrificio" humano al ingresar a las estructuras monumentales. Algunos autores creen que, debido a ciertas marcas en las piedras encontradas en Puma Punku, la Puerta del Sol formaba parte de este complejo. Según Alan Kolata, el montículo en plataforma escalonada representado en la Puerta del Sol es en realidad una representación estilizada de Puma Punku. La parte posterior de la Puerta del Sol presenta patrones que también se encuentran en las losas de piedra y en los portales de Puma Punku. Por ello, algunos suponen que la Puerta del Sol alguna vez fue la entrada principal a Puma Punku.

## Significado cultural y espiritual
Según algunas teorías, el complejo de Puma Punku y las estructuras monumentales circundantes, como Akapana, Kalasasaya, Putuni y Kerikala, funcionaban como centros espirituales y rituales para los tiahuanacotas. Esta área podría haber sido el centro del mundo andino, atrayendo peregrinos de lugares lejanos para maravillarse con su belleza. Estas estructuras transformaron el paisaje local; Puma Punku estaba integrado con el nevado Illimani. Su significado espiritual y la sensación de asombro podrían haberse amplificado hasta convertirse en una "experiencia transformadora y de alteración mental" mediante el uso de plantas alucinógenas. Los análisis de muestras de cabello muestran rastros de sustancias psicoactivas en muchas momias de la cultura tiahuanacota halladas en el norte de Chile, incluidas las de bebés de tan solo un año de edad, lo que demuestra la importancia de estas sustancias para los tiahuanacotas.

## Auge y declive
La civilización tiahuanacota y el uso de estos recintos y plataformas en montículo parecen haber alcanzado su apogeo entre los años 700 y 1000 d. C., momento en el cual el núcleo urbano y el área circundante podían albergar a unos 400.000 habitantes. Se desarrolló una infraestructura extensa, que incluía un complejo sistema de irrigación que se extendía por más de 80 kilómetros cuadrados para sostener el cultivo de papa, quinua, maíz y otros diversos cultivos. Durante sus siglos de mayor esplendor, la cultura tiahuanacota dominó la cuenca del lago Titicaca, así como partes de Bolivia y Chile.
Aparentemente, esta cultura se disolvió abruptamente alrededor del año 1000 d. C., y los investigadores solo pueden especular sobre las razones. Un escenario probable sugiere la aparición repentina de una sequía prolongada. Incapaces de producir los enormes rendimientos agrícolas necesarios para sostener a su gran población, los tiahuanacotas aparentemente se dispersaron hacia las cadenas montañosas locales y desaparecieron poco después. Aparentemente, Puma Punku fue abandonado antes de que sus constructores pudieran completarlo.

## Entusiastas de la Atlántida y los extraterrestres

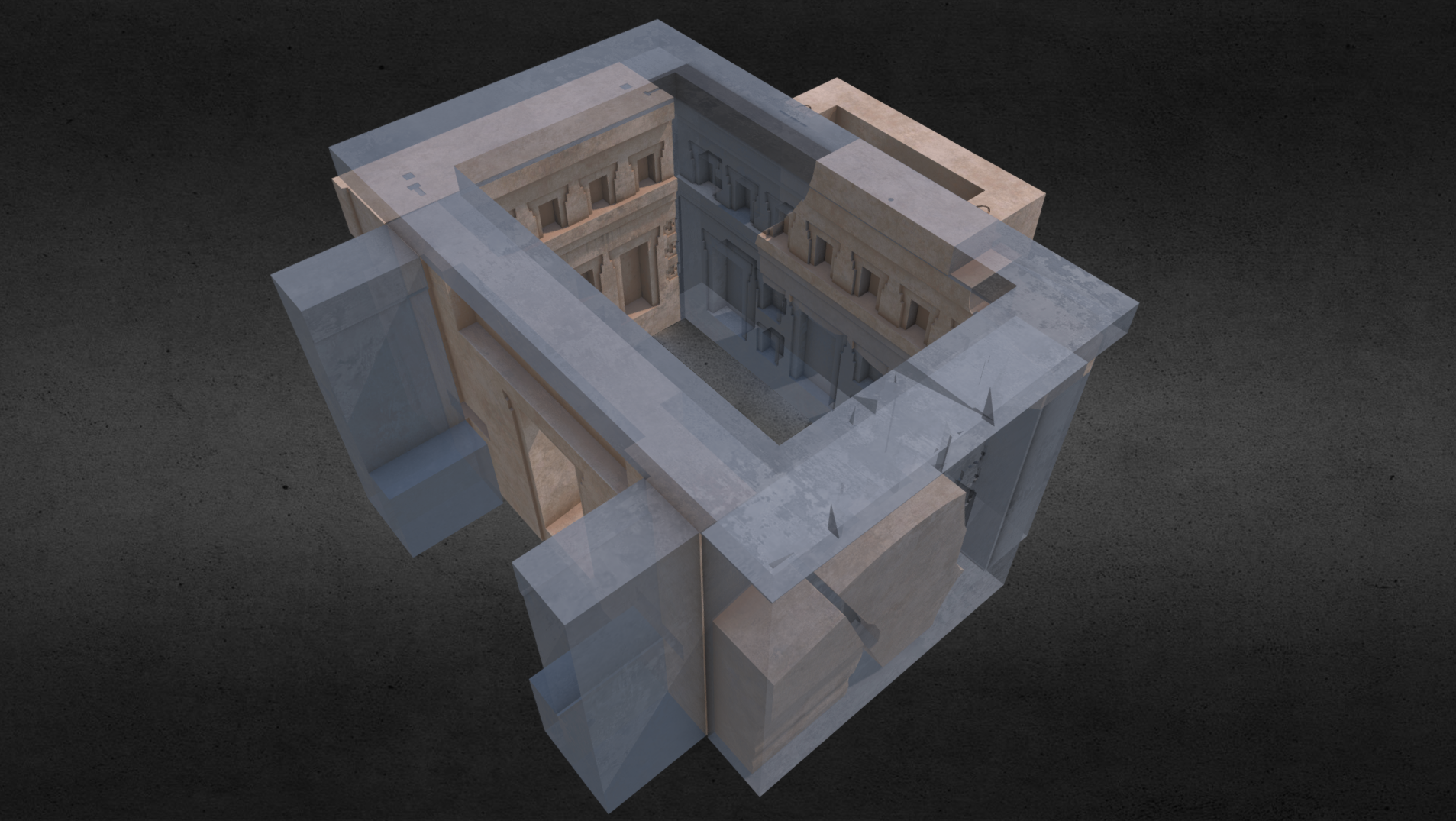
Reconstrucción virtual de uno de los cuatro edificios de la estructura monumental de Puma Punku realizada por Alexei Vranich. La reconstrucción reveló que este tipo de edificaciones son versiones elaboradas de las construcciones excavadas por Christine Hastorf en el sitio de Chiripa (550 a. C.–100 d. C.).

Puma Punku es objeto de teorías pseudocientíficas sobre continentes perdidos e intervenciones extraterrestres. Existen miles de sitios web y referencias que mencionan teorías pseudocientíficas promovidas por entusiastas de la Atlántida y los extraterrestres. El arqueólogo Jeb J. Card señala que Puma Punku es un tema recurrente en libros y programas de televisión sobre arqueología alternativa, especialmente en relación con los antiguos extraterrestres. Según Card, los entusiastas de la Atlántida y los extraterrestres consideran la mampostería finamente cortada y la ubicación de Puma Punku en el Altiplano como misterios sin resolver. El arqueólogo Alexei Vranich refuta a los entusiastas de los antiguos extraterrestres argumentando que ahora se conocen precursores locales bien conservados del complejo monumental de Puma Punku, como algunas estructuras monumentales en Pucará y Chiripa. Según Vranich, este hecho constituye una "prueba sólida" en contra de las afirmaciones de los defensores de la teoría de los antiguos extraterrestres, quienes consideran a Puma Punku como el mejor ejemplo de tecnología extraterrestre, basándose en parte en la idea de que la forma y el diseño del complejo monumental no tienen antecedentes locales. Las edificaciones en Chiripa (similares a las de Puma Punku) fueron identificadas como "depósitos de almacenamiento" debido a las impresiones de cestas y restos de alimentos encontrados en el lugar. Vranich señala que generaciones de arqueólogos aficionados, marginales y pseudoarqueólogos han afirmado que la "aparente perfección geométrica de la arquitectura de Tiahuanaco" es resultado de una intervención extraterrestre o de una supercivilización perdida, en lugar de atribuir las ruinas a los habitantes de la cuenca del Titicaca. En la edición de 2019 de Public Archaeology, Franco D. Rossi, de la Universidad Johns Hopkins, critica a los teóricos de los antiguos extraterrestres por haber llamado a los aymaras "pueblo de la Edad de Piedra", argumentando que no pudieron haber construido Puma Punku.